# 유빈겸
유빈겸(兪斌兼, 1868년 ~ 1932년 양력 7월 15일)은 대한제국의 지방 관료 출신으로 일제강점기에 조선총독부 중추원 참의를 지냈다.

## 생애
1907년 중종비 장경왕후의 희릉(禧陵) 참봉을 지낸 것을 시작으로 1909년 경기도 풍덕군 군수로 근무한 대한제국의 관리였다.
1910년 한일 병합 조약이 체결되면서 조선총독부 소속의 풍덕군수로 자리를 지켰고, 1913년 강화군 군수, 1917년 파주군 군수를 거쳐 1921년 중추원이 개편될 때 참의에 임명되었다. 중추원 참의로는 1924년까지 3년간 근무했으며, 임기를 마친 이후인 1928년 중추원 조사과 촉탁으로 발탁되어 사망할 때까지 재임했다. 당시 중추원 조사과에서는 원활한 식민통치를 위해 예전 관습과 제도를 연구하고 있었다.
유빈겸은 노론 집안 출신으로 일본어에 본래 능통했던 것으로 알려져 있다. 풍덕군수로 재임할 때는 총독부 기관지 《매일신보》 구독을 열심으로 권유한 사실이 〈풍덕군수의 미정(美政)〉이라는 제목으로 매일신보에 보도된 바 있고, 1912년 일본 정부가 수여한 한국병합기념장과 1915년 다이쇼대례기념장을 받았다.
2002년 발표된 친일파 708인 명단과 2008년 공개된 친일인명사전 수록예정자 명단에 모두 들어 있고, 2007년 대한민국 친일반민족행위진상규명위원회가 친일반민족행위자로 최종 선정해 친일반민족행위 195인 명단에도 포함시켰다.

## 같이 보기
- 조선총독부 중추원

## 참고자료
- 친일반민족행위진상규명위원회 (2007년 12월). 〈유빈겸〉 (PDF). 《2007년도 조사보고서 II - 친일반민족행위결정이유서》. 서울. 713~718쪽쪽. 발간등록번호 11-1560010-0000002-10. [깨진 링크(과거 내용 찾기)]